# Schizothorax oligolepis
Schizothorax oligolepis és una espècie de peix cipriniforme de la família dels ciprínids.

## Morfologia
Els mascles poden assolir els 19,9 cm de longitud total.

## Distribució geogràfica
Es troba a Yunnan (Xina).